# Brachystegia gossweileri
Brachystegia gossweileri är en ärtväxtart som beskrevs av Burtt Davy och John Hutchinson. Brachystegia gossweileri ingår i släktet Brachystegia och familjen ärtväxter. Inga underarter finns listade i Catalogue of Life.